# 查理乡
查理乡，是中华人民共和国四川省阿坝藏族羌族自治州阿坝县下辖的一个乡。

## 行政区划
查理乡下辖以下地区：
塔哇村、然木夺村、夺哇村、神座村、新民村和额色玛村。